# Mésange à longue queue
Aegithalos caudatus · Tupinet, Orite
Espèce
Statut de conservation UICN

 LC  : Préoccupation mineure
Aegithalos caudatus, la Mésange à longue queue ou l’Orite à longue queue, est une espèce de passereaux de la famille des Aegithalidae, anciennement appelée tupinet ou orite. On la trouve presque partout en Europe où elle est sédentaire et occupe presque tous les habitats : bois, parcs, jardins, etc.

## Dénominations
La mésange à longue queue était anciennement appelée « tupinet » ou « orite ». Le naturaliste Conrad Gessner la surnommait affectueusement « queue de poêle ». Les Aegithalidae n'étant pas directement apparentés aux Paridae, les mésanges « vraies », il a été proposé de ressusciter certains de ces vieux noms pour désigner les espèces de la famille. Ce changement de nom de l'espèce est notamment proposé par Normand David et David Gosselin, ornithologues amateurs québécois, anciens membres de la CINFO et proposant des listes de noms normalisés reprises sur de nombreux sites internet. L'Inventaire national du patrimoine naturel retient par exemple le nom d'« Orite à longue queue », alors que le mot « orite » désignait précédemment déjà à lui seul la mésange à longue queue.

## Description
Cet oiseau mesure 13 à 14,5 cm (dont 8 à 9 pour la queue) pour une envergure de 17 à 18 cm et une masse de 6 à 10 g.

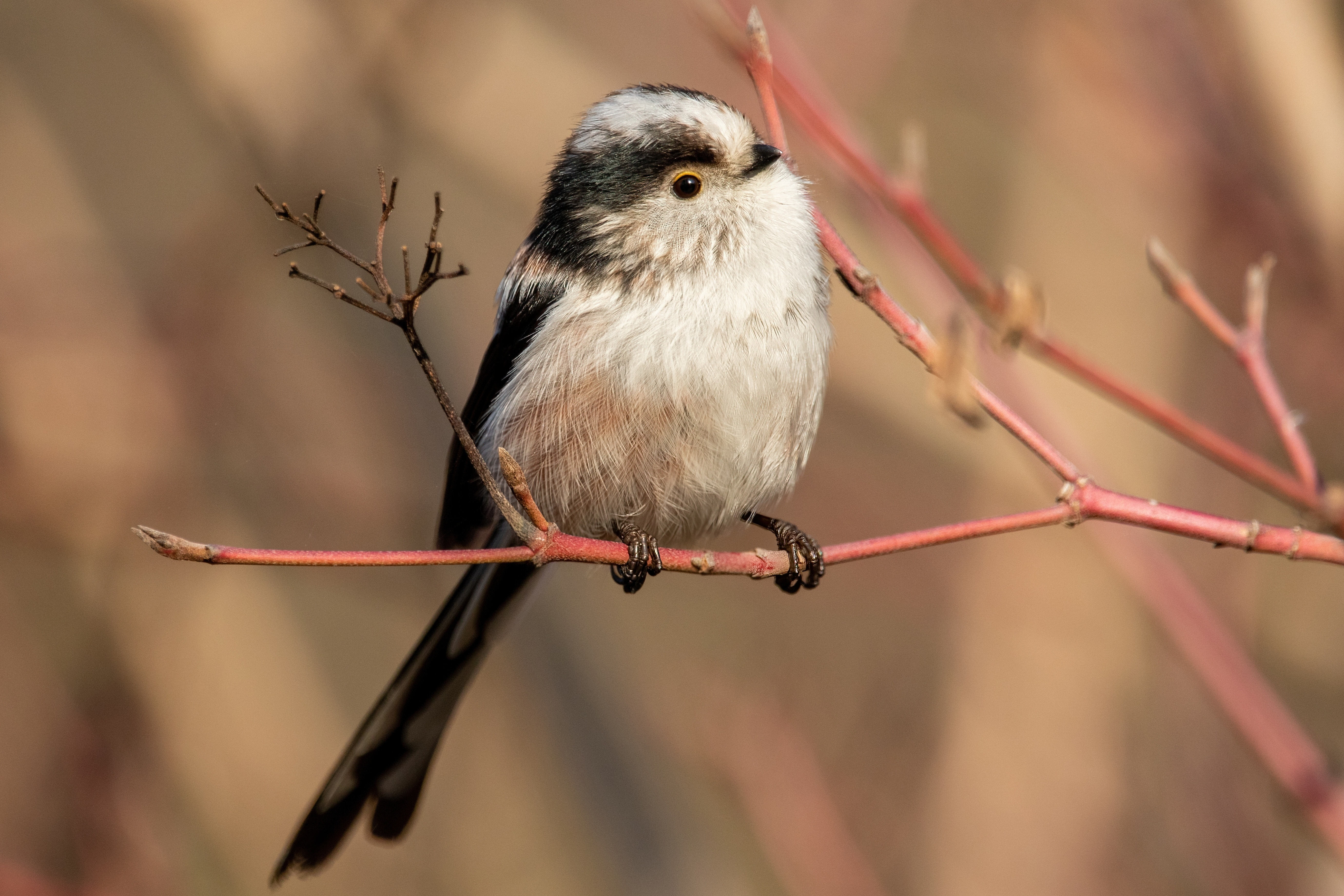
Une mésange à longue queue perchée sur une petite branche (Gennevilliers, France, janvier 2022).
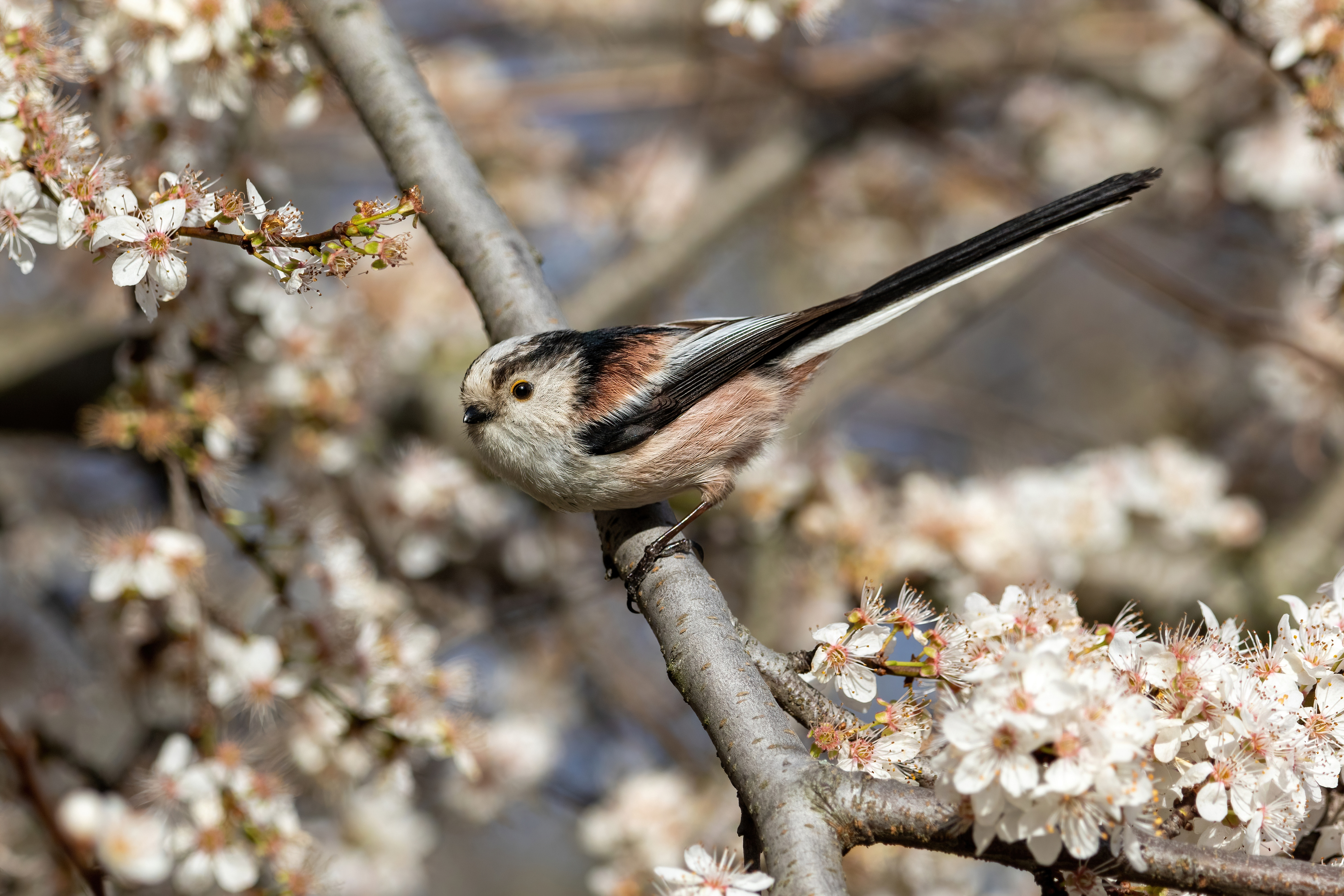
Mésange à longue queue dans un arbre en fleurs (Gennevilliers, France, février 2022).
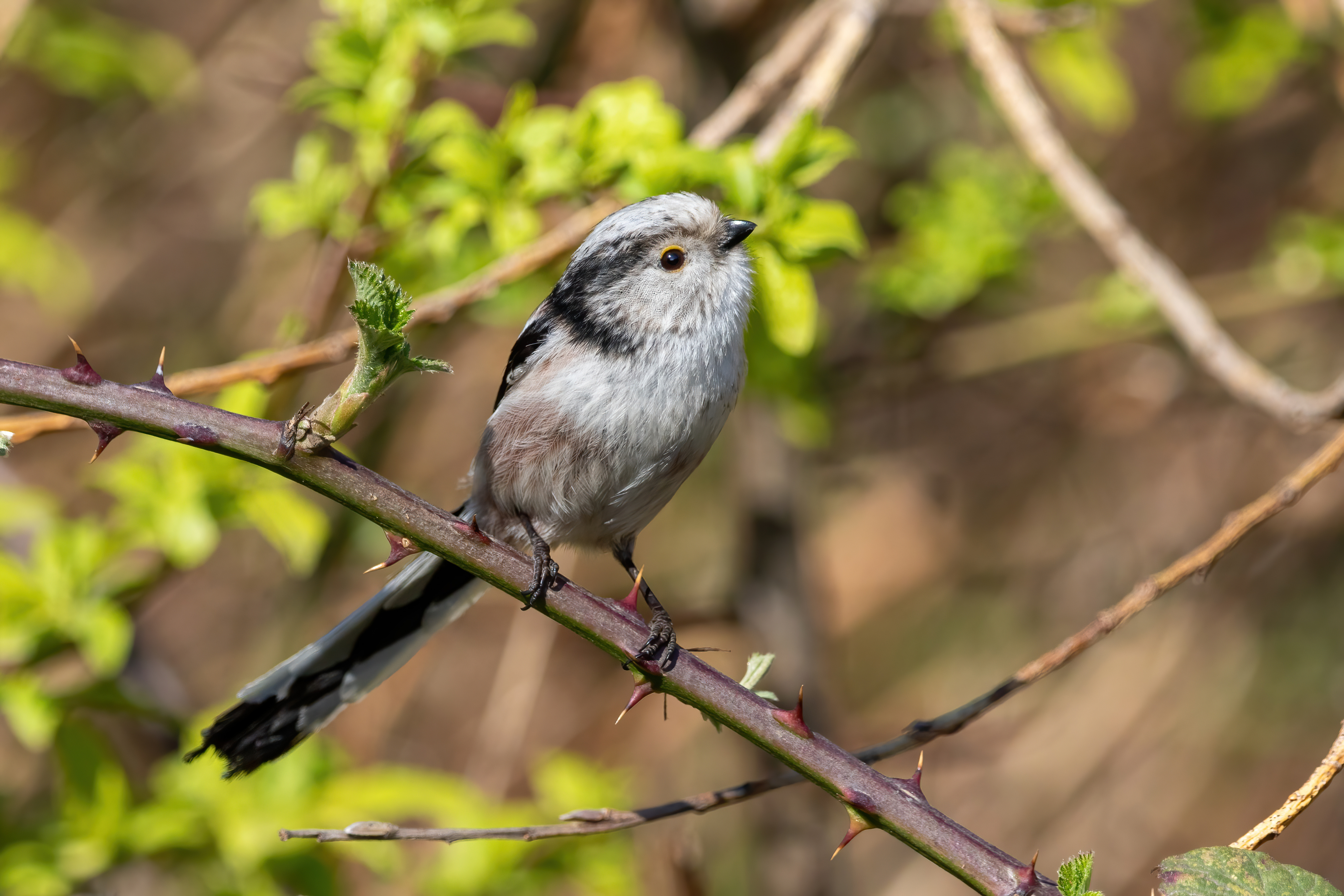
Mésange à longue queue dans des ronces (Gennevilliers, France, mars 2022).

C'est un minuscule oiseau avec une très longue queue et des petites ailes rondes, au ventre blanc légèrement rosé, à la tête blanche et grise avec, chez la grande majorité des individus vivant au Benelux, en France et en Suisse, une bande noire du front à la nuque passant au-dessus de l'œil.

## Répartition et habitat
L'espèce est présente dans presque toute l'Europe, hormis en Islande, dans le nord de la Finlande et de la Norvège ainsi que dans les Alpes scandinaves et quelques îles méditerranéennes (Sardaigne, Crète, Chypre). Son aire de répartition s'étend également en Asie : en Turquie et en Iran et dans le Caucase, ainsi que dans le nord du Kazakhstan et de la Mongolie, et à travers toute la Russie et la Sibérie jusqu'au Japon, en Chine et dans la péninsule de Corée (voir la carte des sous-espèces).

## Comportement
En dehors de la période de nidification, la mésange à longue queue vit en bandes familiales ou petits groupes d'une dizaine à une trentaine d'oiseaux, volant d'un arbre à l'autre.

## Chant
Rare et insignifiant, composé de cris. Cris fins et aigus, répétés : si-si, tititi

## Alimentation

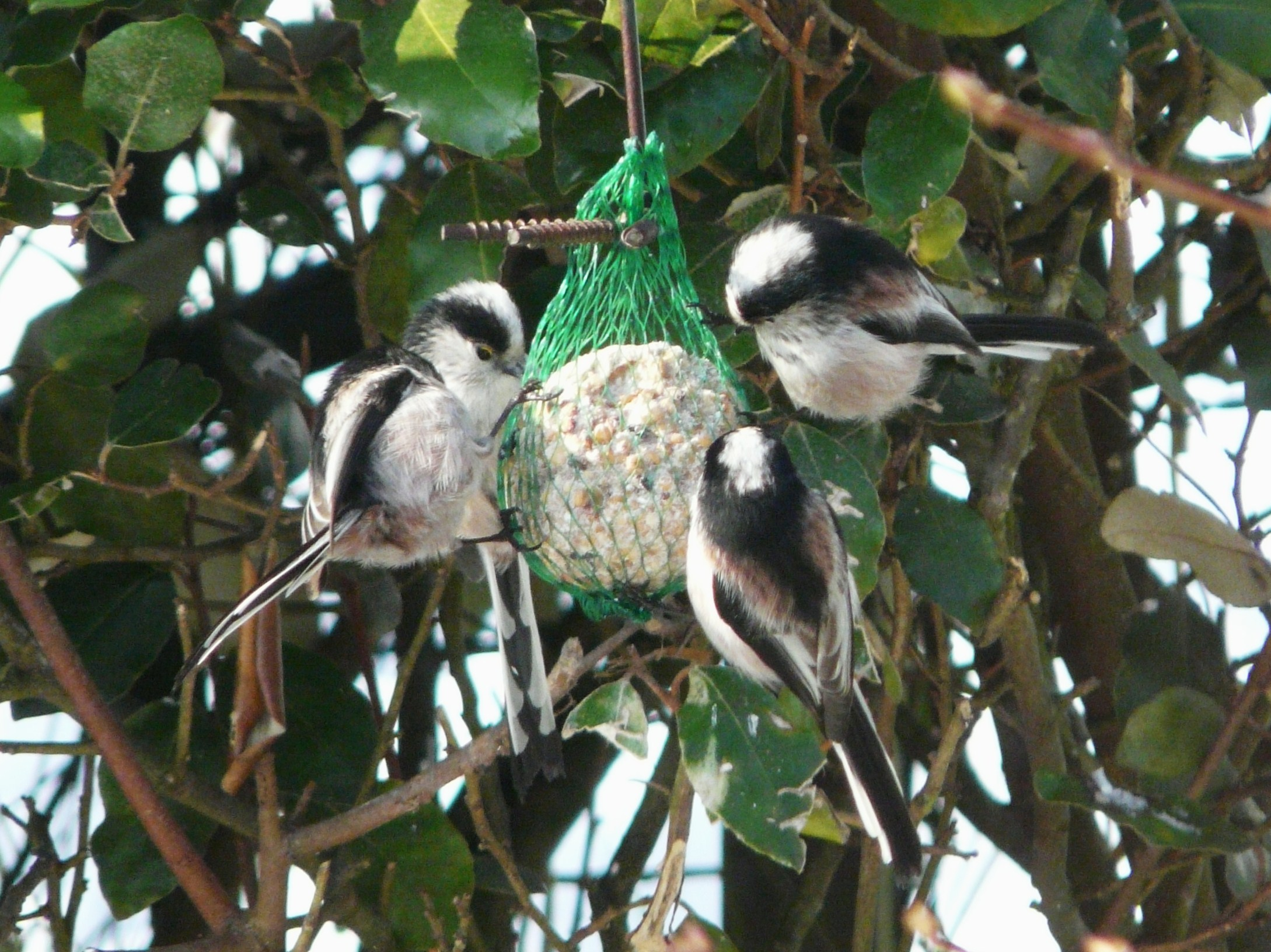
Quatre mésanges à longue queue sur une boule de graisse en hiver.

Elle se nourrit essentiellement d'insectes, de quelques graines et de bourgeons à la mauvaise saison. 
Elle ne dédaigne pas les mangeoires en hiver.

## Reproduction

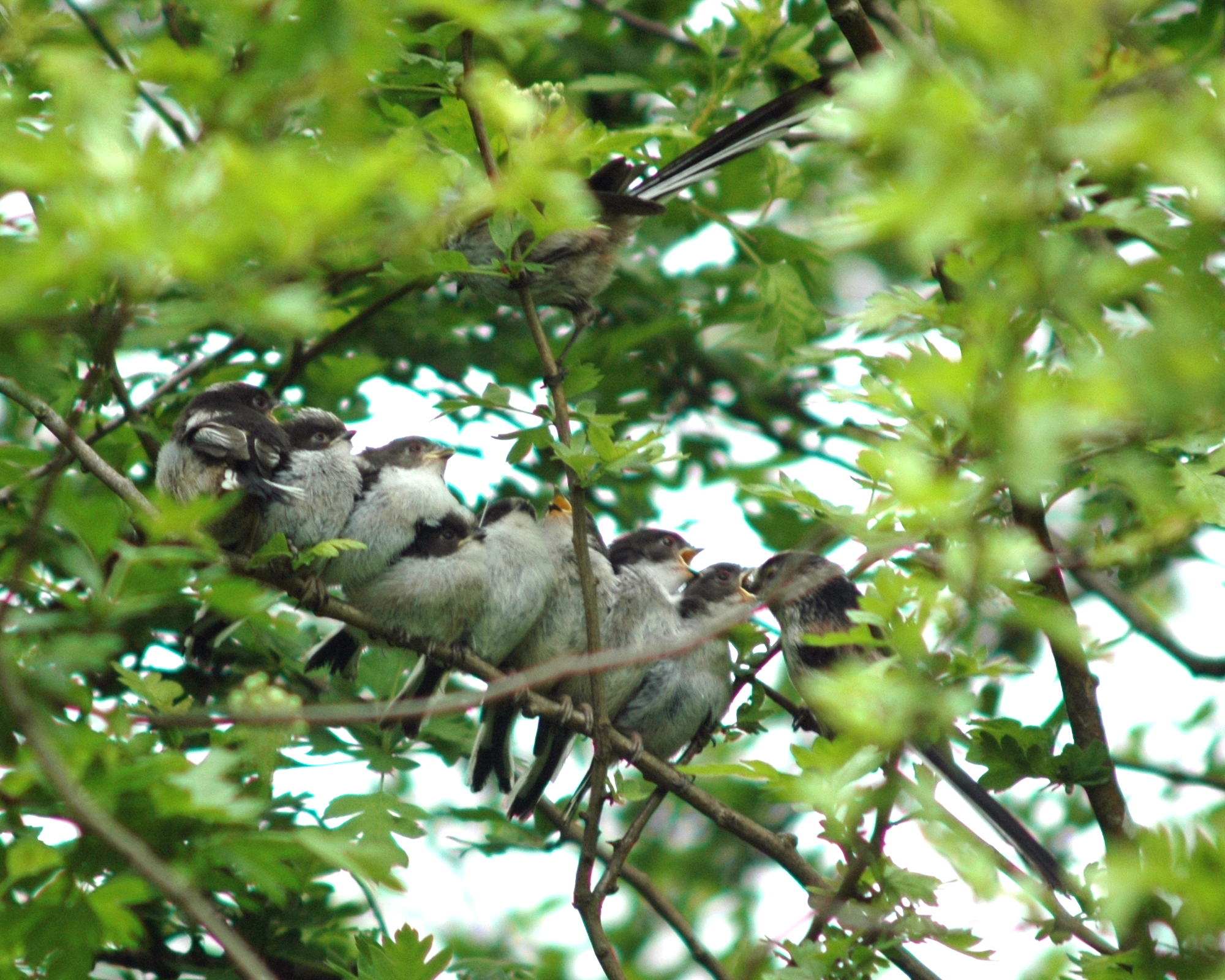
Huit jeunes à l'envol et deux parents. Walkden, Grand Manchester (Angleterre du Nord-Ouest).

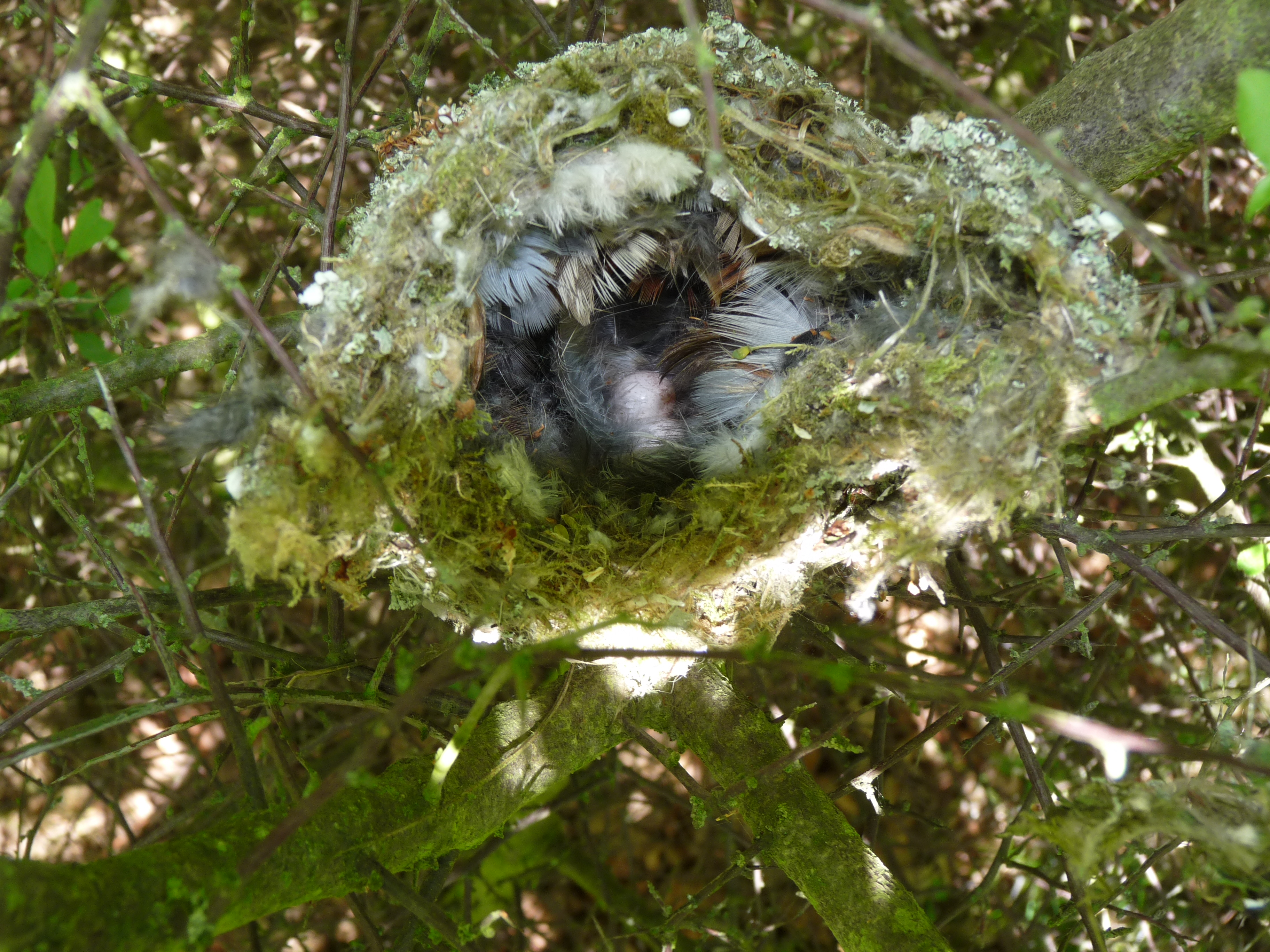
Nid de mésange à longue queue

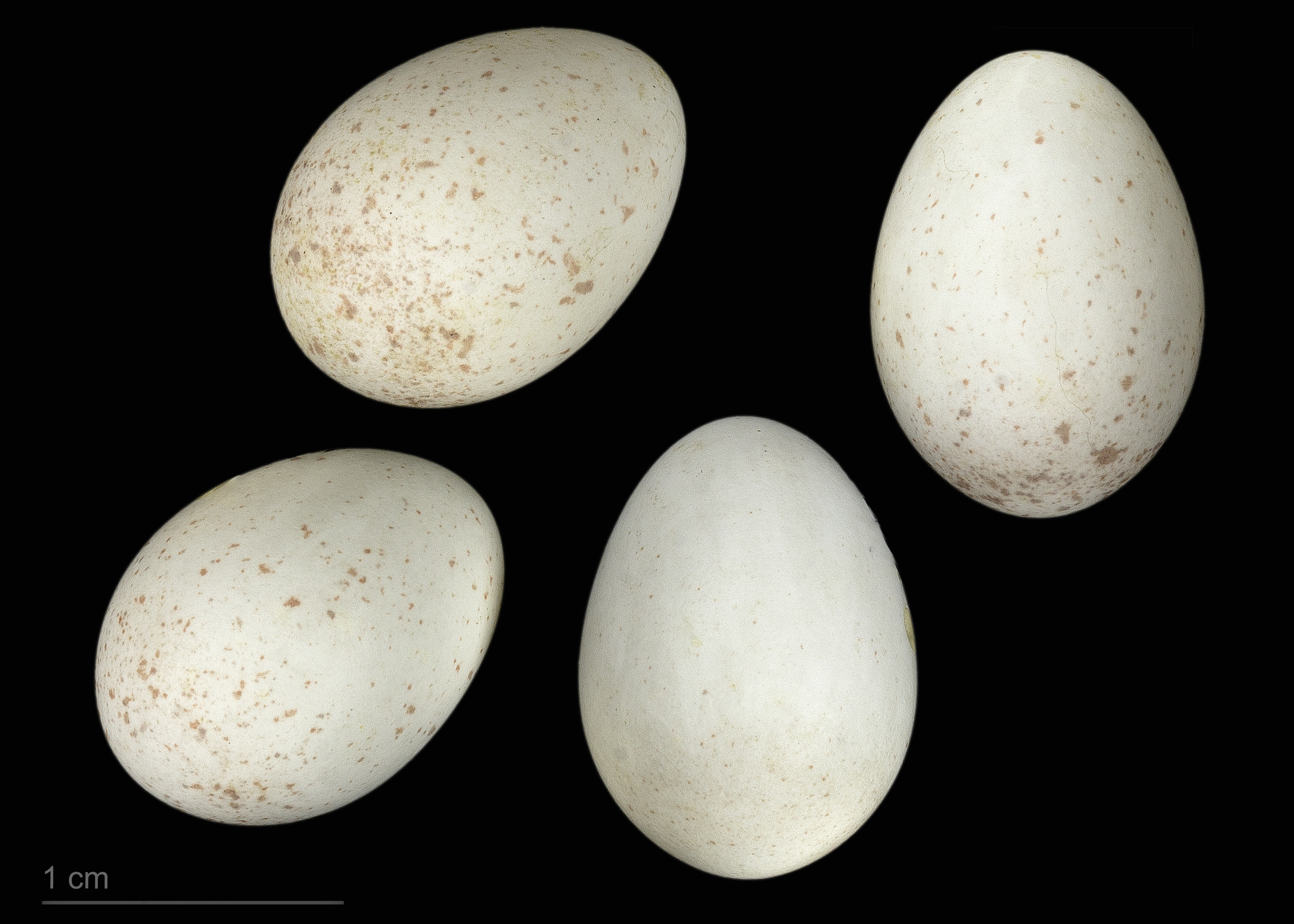
Œuf de Aegithalos caudatus - Muséum de Toulouse

Une à deux couvées par an de 6 à 12 œufs blancs teintés de rose et pointillés de rouge, la première entre mi-avril et mi-mai, la seconde en juin. Contrairement aux Paridés (les autres mésanges), elle ne construit pas son nid dans des cavités mais dans un endroit dégagé. La forme du nid est ovoïde (ou en forme de boule). C'est un nid d'une hauteur de 20 cm complètement fermé avec un petit orifice latéral dans la partie supérieure. Il est composé à l'extérieur de mousse, de fibres végétales et de morceaux d'écorce ; l'intérieur est garni de plumes et de poils. Sa construction dure entre 15 et 20 jours. Les œufs sont couvés par la femelle 13 ou 14 jours. Les petits restent au nid entre 15 et 20 jours après l'éclosion.

## Protection
La mésange à longue queue bénéficie d'une protection totale sur le territoire français depuis l'arrêté ministériel du 17 avril 1981 relatif aux oiseaux protégés sur l'ensemble du territoire. Il est donc interdit de la détruire, la mutiler, la capturer ou l'enlever, de la perturber intentionnellement ou de la naturaliser, ainsi que de détruire ou enlever les œufs et les nids, et de détruire, altérer ou dégrader son milieu. Qu'elle soit vivante ou morte, il est aussi interdit de la transporter, colporter, de l'utiliser, de la détenir, de la vendre ou de l'acheter.

## Classification
Cette espèce a été décrite pour la première fois en 1758 par le naturaliste suédois Carl von Linné (1707-1778), avec Parus caudatus comme protonyme, puis recomposée dans le genre Aegithalos créé en 1804 par Jean Hermann.

### Étymologie
Aristote décrit dans son ouvrage Histoire des animaux plusieurs oiseaux sous le terme Aegithalos (en latin aegithus) qui se traduit probablement par « petit oiseau », peut-être même par « mésange ». L'épithète caudatus, issu du latin cauda signifie qu'il a une queue ou qu'il traîne. 

### Sous-espèces

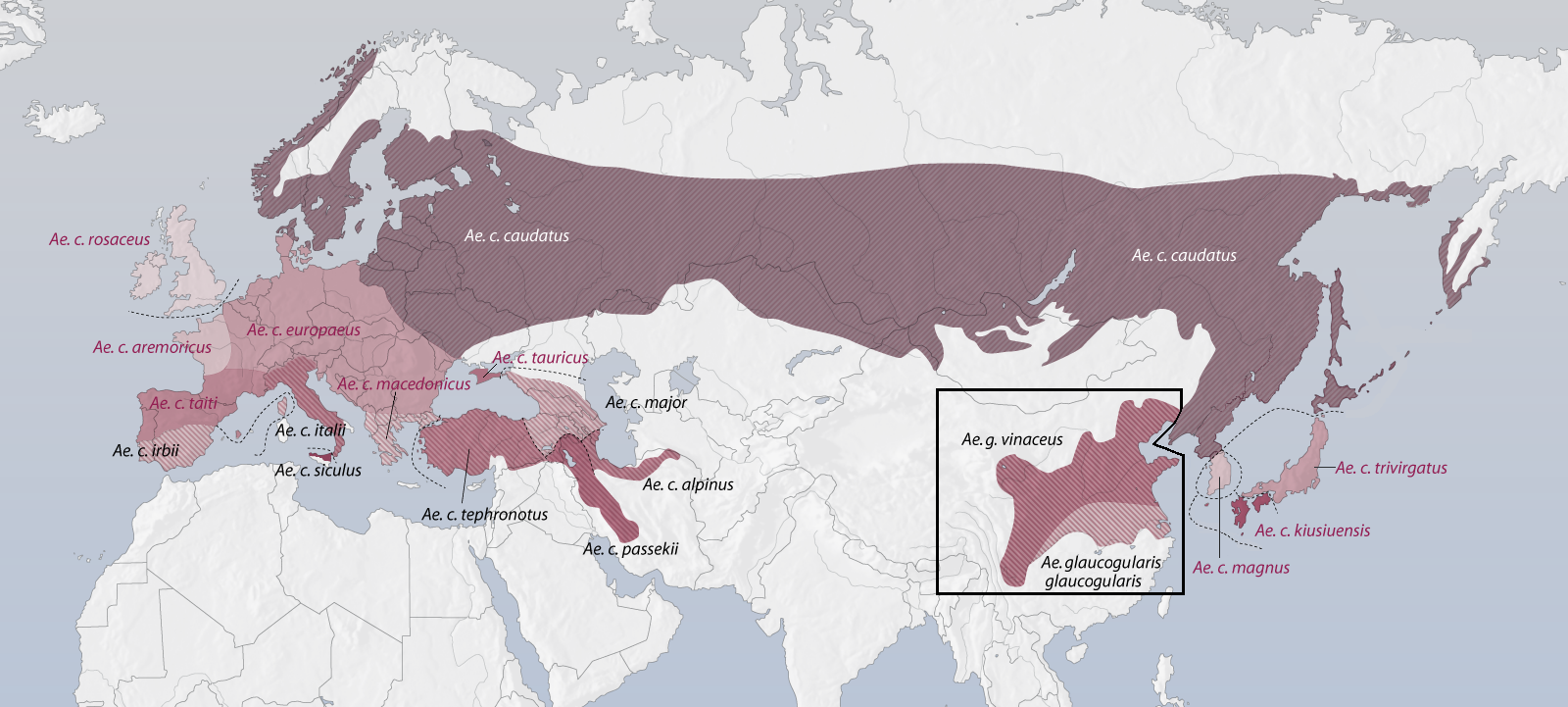
Distribution des différentes sous-espèces de mésange à longue queue.

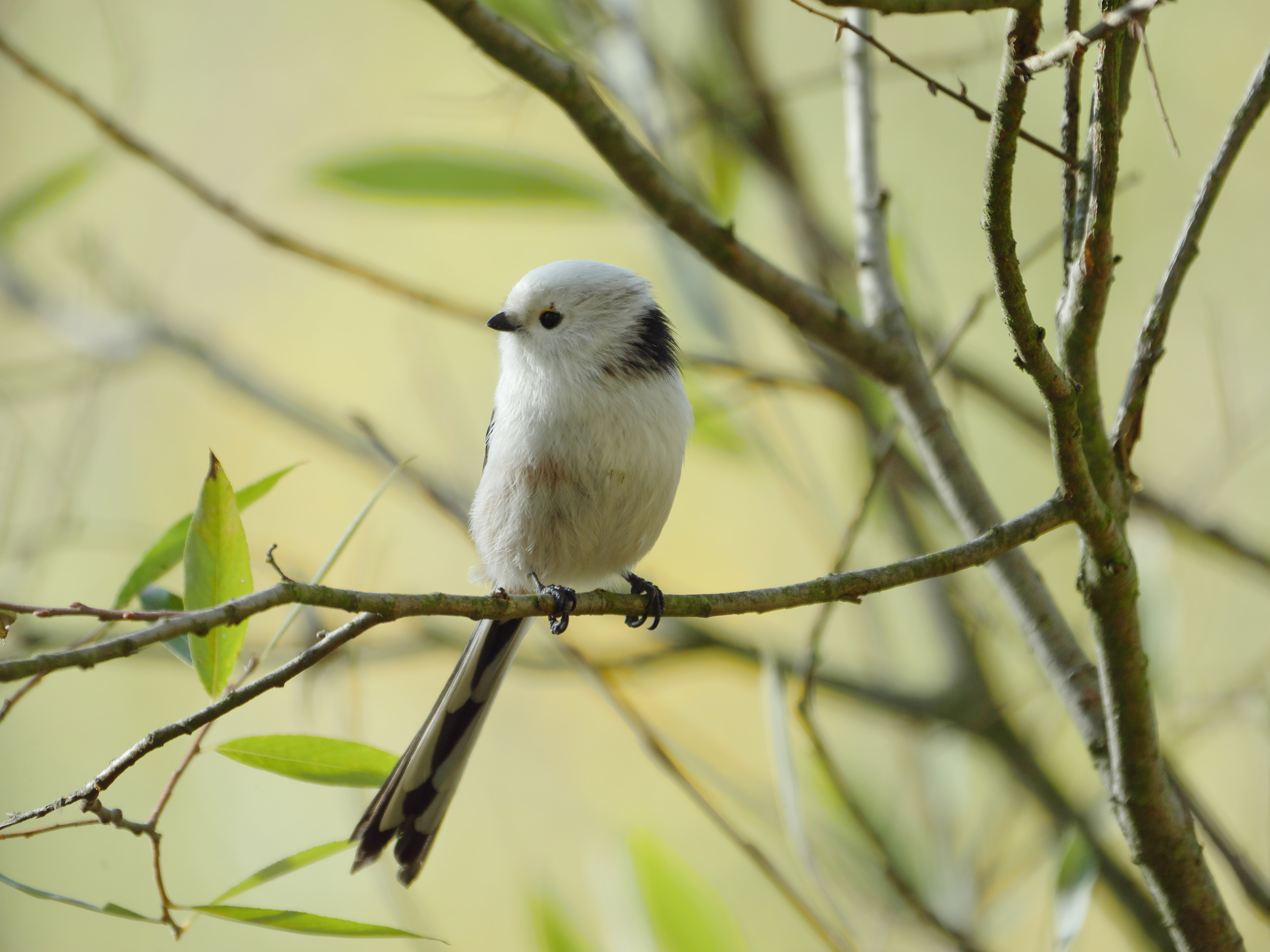
Aegithalos caudatus caudatus à Berlin.

Selon la classification de référence du Congrès ornithologique international (15.1, 2025) elle se répartit en dix-sept sous-espèces :
- A. c. caudatus (Linnaeus, 1758) — de la Scandinavie au Japon ;
- A. c. rosaceus Mathews, 1938 — îles britanniques ;
- A. c. europaeus (Hermann, 1804) — du nord-est de la Frence à l'ouest de la Roumanie ;
- A. c. aremoricus Whistler, 1929 — ouest de la France ;
- A. c. taiti Ingram, 1913 — sud de la France et péninsule ibérique ;
- A. c. irbii (Sharpe & Dresser, 1871) — sud de l'Espagne, Portugal et Corse ;
- A. c. italiae Jourdain, 1910 — Italie, sud-ouest de la Slovénie ;
- A. c. siculus (Whitaker, 1901) — Sicile ;
- A. c. macedonicus (Dresser, 1892) — Balkans, Grèce et nord-ouest de l'Anatolie ;
- A. c. tephronotus (Günther, 1865) — Anatolie ;
- A. c. tauricus (Menzbier, 1903) — Crimée ;
- A. c. major (Radde, 1884) — nord-est de l'Anatolie et Caucase ;
- A. c. alpinus (Hablizl, 1783) — Elbourz ;
- A. c. passekii (Zaroudny, 1904) — monts Zagros ;
- A. c. trivirgatus (Temminck & Schlegel, 1848) — Japon ;
- A. c. kiusiuensis Kuroda, 1923 — sud-ouest du Japon ;
- A. c. magnus (Clark, AH, 1907) — Corée et Tsushima.